# Маскатский рекрутский корпус
Маскатский рекрутский корпус (англ. Muscat Levy Corps) — колониальный гарнизон в Маскате во время Британского владычества

## Создание корпуса
Большая часть британской военной поддержки во время племенных восстаний в начале 1900-х годов оказывалась в виде войск индийской армии.
Форт в Байт-аль-Фаладж, недалеко от летнего дворца султана, стал штабом сил, а окружающая деревня вскоре стала армейским лагерем.
19 апреля 1921 года, через год после подписания Себского договора, индийским войскам прибыло пополнение в виде Систанского рекрутского корпуса из Белуджистана (современный Пакистан) под командованием капитана Э. Д. Маккарти. Новоприбывшие разбили лагерь в Аль-Ватия, а войска индийской армии покинули свой штаб в Бейт аль-Фаладж. 250 систанских солдат не привыкли к климату, и малярия косила их ряды. Многие солдаты были уволены в первый год и заменены Мекрани-белуджами из султанского эксклава в Гвадаре, на другом берегу Оманского залива.

### Задачи, исполняемые корпусом
Маскатский рекрутский корпус был небольшим по размеру, никогда не насчитывал более 300 человек, а обычно 200 или меньше. Его роль заключалась в первую очередь в гарнизоне, обеспечивающем вооруженную охрану султанского дворца, британского политического агентства и казначейства султаната. В 1923 году первый комендант, капитан Маккарти, передал командование Маскатского рекрутского корпуса (MLC) капитану Р. Г. Олбану. Учитывая плохое экономическое состояние Султаната, MLC страдал от бюджетных ограничений, которые проявлялись в недостатке огнестрельного оружия и сокращении состава.

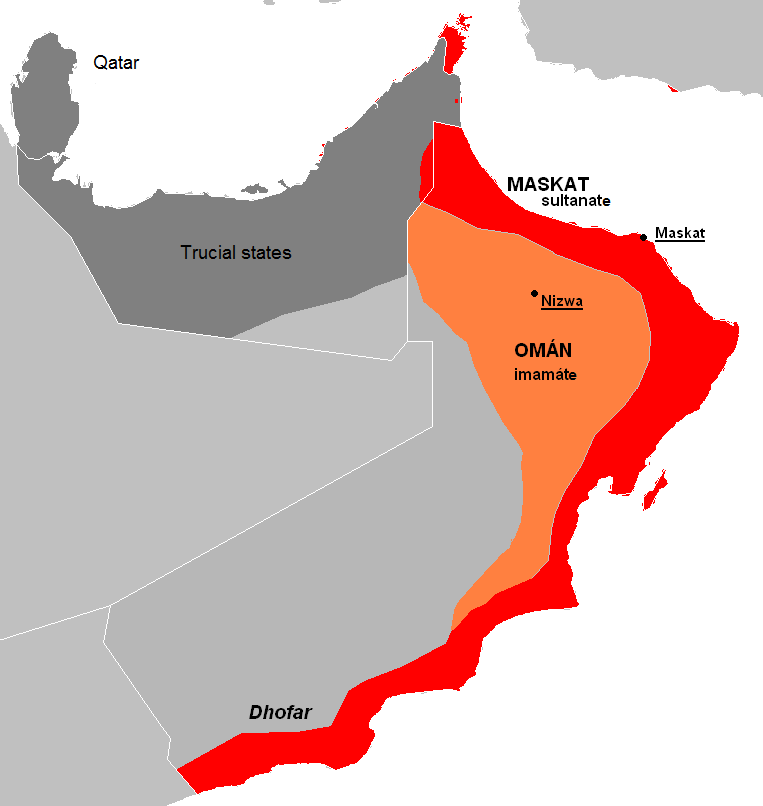
Владения Султаната Маската

#### Роль в развитии Маската

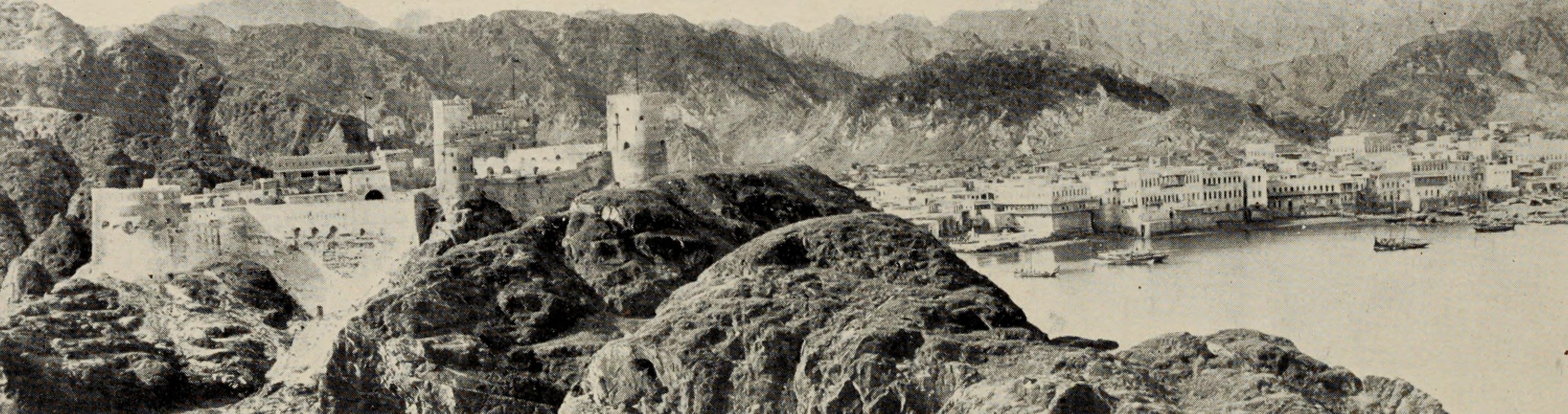
Маскат в 1903 году

Капитан Албан был неожиданно уволен в марте 1924 года, а его преемником, прибывшим в июле 1924 года, стал капитан Джордж Дж. Экклс.
11 мая 1926 года капитан Экклс написал свой окончательный отчет о MLC и передал командование капитану Робину Уильяму Джорджу Стивенсу, прикомандированному из индийской армии.
Повода использовать войска для борьбы с враждебными людьми не было, и поэтому их работа в основном заключалась в поддержании Бейт аль-Фаладж, обеспечении охраны и обеспечении церемониальных обязанностей. Кроме того, Стивенс приказал войскам отремонтировать зачаточную дорогу между Матрахом и Бейт-эль-Фаладжем, построить дорогу между Матрахом и Маскатом и построить дорогу в Руви, а затем далее в Баушар и Эс-Сиб.
Помимо дорожных работ, войска также очистили водный канал от Руви до Бейт-эль-Фаладжа, привели в порядок травяное хозяйство в Руви и очистили водный канал в Аль-Ватии. Султан выразил желание создать оркестр волынщиков, и начало было положено, несмотря на отсутствие обученных волынщиков. Войска построили теннисный корт, «что значительно улучшило удобства этого места».
В 1928 году Стивенс передал командование капитану А. Р. Уокеру,.

## Шейх Харами

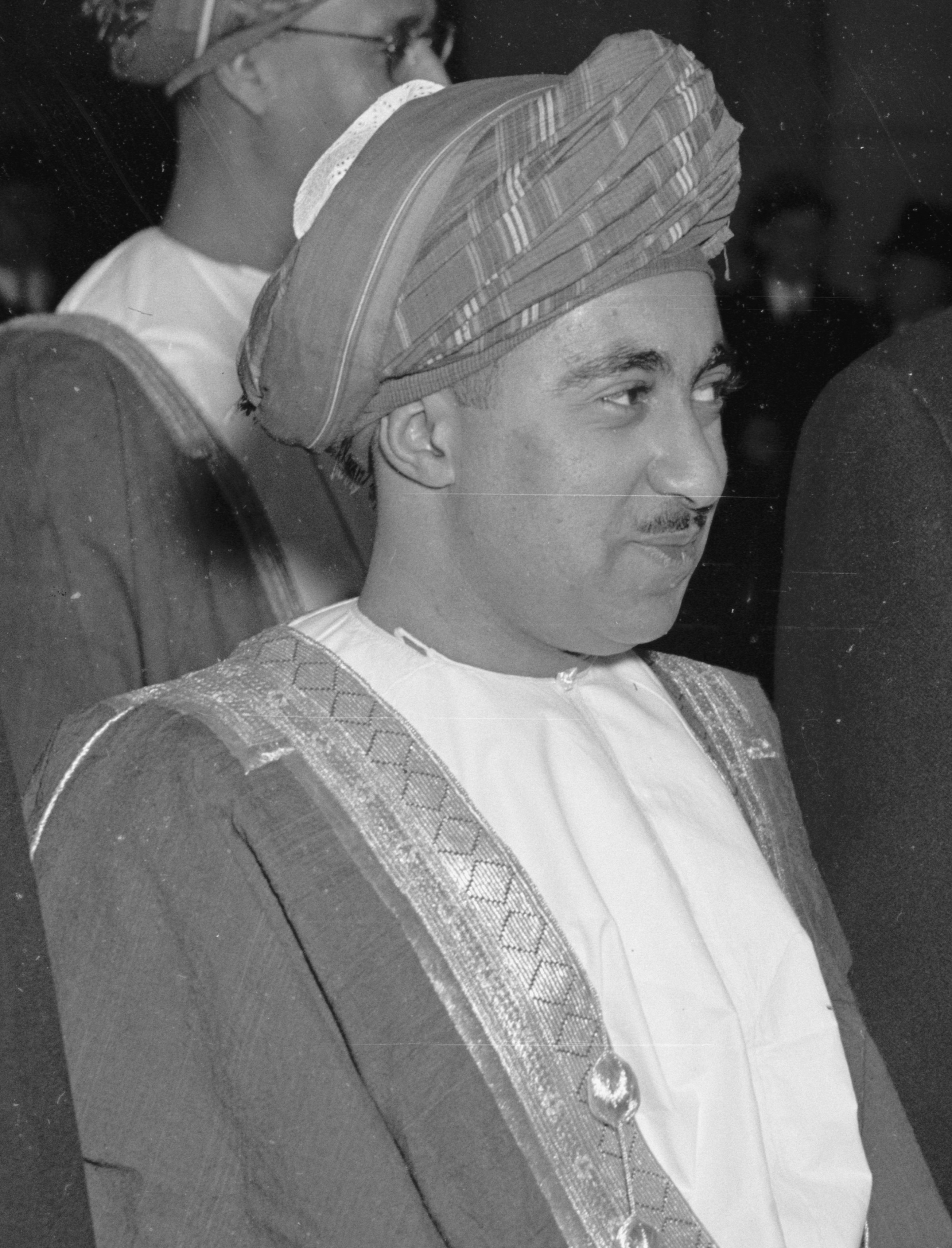
Султан Саид Бен Таймур

В течение некоторого времени в 1930х годах, правительство было вынуждено учитывать огромные расходы из-за мелких восстаний и набегов, лояльных шейху Харами племен из Бени Каддархин. В январе 1937 года очередной набег закончился разгромным поражением и он потерял популярность среди последователей. После этого он попробовал вернуть лояльность устроив полномасштабное восстание, но потерпел неудачу и был вынужден бежать. За границей он смог получить поддержку обездоленных арабов, разбойников, племен и шейхов из Бени Хадхабди и Бени Кадзабин, из-за чего прочувствовал себя достаточно сильным, чтобы отомстить правительству. В апреле шейх Харами и его сподвижник шейх Фалати из Бени Кадзабин начали продвижение на Маскат с целью соединиться. В отряде Фалати было 600 человек, а в отряде Харами 400 человек и 60 верблюдов. Продвигаясь из Сухара, Фалати занял Сувейк, а после и Эль-Вутайу, что в 10 милях от Маската.
В ночь на 21-е апреля шпион Харами был схвачен пехотой. По приказу султана он был расстрелян. Однако считалось, что другим шпионам Харами удалось проникнуть в Хаттрах и Даскат. После этого султан дал особые указания своей полиции арестовывать любых подозрительных личностей, которые будут доставлены к капитану Байарду для допроса. Саид Бен Таймур также поручил его полиции патрулировать телефонную линию между Маскатом и Бейт-эль-Шаладж, а позже издал прокламацию о том, что любое лицо, взламывающее телефонную линию или иным образом помогающее шейху Харами, подлежит расстрелу.
24 апреля войска Фалати были выбиты из Сувейка, а 25 апреля в 7:30 утра отряд Харами был разбит и захвачен